# Saidjahus altimontis
Saidjahus altimontis är en kräftdjursart som beskrevs av Jackson 1936. Saidjahus altimontis ingår i släktet Saidjahus och familjen Eubelidae. Inga underarter finns listade i Catalogue of Life.